# سیارک ۳۴۵۰
سیارک ۳۴۵۰ (به انگلیسی: 3450 Dommanget، نامگذاری:1983QJ) سه هزار و چهارصد و پنجاهمین سیارک کشف شده‌است که در ۳۱ اوت ۱۹۸۳ کشف شد.
قدر مطلق سیارک برابر ۱۲٫۵۰ است.